# Onewe (Band)
Onewe (koreanisch 원위) ist eine südkoreanische Band der dritten K-Pop-Generation, bestehend aus Yonghoon, Harin, Kanghyun, Dongmyeong und Giuk. Die fünf Bandmitglieder begannen ursprünglich unter dem Namen M.A.S 0094 (Make a Sound 0094) gemeinsam Musik zu machen. Sie veröffentlichten am 13. August 2015 ihre erste digitale Single „Butterfly, Find a Flower“ unter Modern Music. Im April 2017 wechselte die Band zu dem Label RBW und wurde zu MAS umbenannt. Im Juni 2018 wurde bekanntgegeben, dass sie unter dem Namen Onewe neugründen werden. Ihr erneutes Debüt machten sie am 13. Mai 2019 mit ihrem ersten Single-Album 1/4.

## Geschichte

### 2015–2016: Gründung und Debüt
Die im Mai 2015 von dem Mitgliedern selbstgegründete Band M.A.S 0094 spiele und coverte bekannte Lieder und spendete ihren Gewinn an Wohltätigkeitsorganisationen für Trostfrauen. Auch der Erlös ihrer ersten digitalen Single, „Butterfly, Find a Flower“, die am 13. August 2015 veröffentlicht wurde auf dieselbe Weise gespendet.
M.A.S 0094 veröffentlichte ihre erste EP, Feeling Good Day, am 25. März 2016. Die EP besteht aus sechs Titeln, darunter der Titelsong „Feeling Good“ und die zuvor digital veröffentlichte Single „Butterfly, Find a Flower“.
Am 2. August hatten sie ihre offizielle Debüt-Performance mit dem Lied „After 15 Seconds“ in Rahmen des Musikprogramms The Show.
Im November gaben sie ihr erstes Konzert, „Masland“, und veröffentlichten die Single „Starlight“.
Am 30. Dezember trat M.A.S 0094 als Sessionmusiker für die Performance von Mamamoo bei dem 2016 KBS Song Festival auf. Am 31. Dezember gaben sie die abschließenden Performance des Hello Starlight Forest Neujahrs Konzerts in Changsha, China.

### 2017–2018:Make Some Noise, Survival-Show und Neugründung als Onewe
Am 6. Januar 2017 veröffentlichte die Band ihre zweite EP Make Some Noise. Die EP besteht aus sechs Tracks, inklusive des Titelsongs „Make Some Noise“ und „Starlight“. Im Februar gaben sie ein Konzert, um ihr 200-tägiges Bestehen zu feiern.
Im April unterschrieb die Band einen Vertrag mit der Unterhaltungsagentur RBW, wechselte so auch das Label von Modern Music zu RBW und kürzte ihren Namen zu MAS. Im selben Monat vertrat Dongmyeong RBW in der Reality-Survival-Show Produce 101 Season 2. Dongmyeong schied später in Episode 5 als Platz 68 aus.
MAS nahm im Oktober in der Reality-TV-Show „The Unit“ teil. In der 7. Episode schieden Harin (52.), Yonghoon (58.), Cya (59.) und Kanghyun (61.) aus der Sendung aus. Dongmyeong kam bis ins Finale der Sendung, wo er dann Platz 16 erreichte, bevor auch er eliminiert wurde.
Im Dezember machte MAS zusammen mit dem Pre-Debüt Team RBW Boyz (jetzt Oneus) bei dem RBW Debüt Projekt RBW Trainee Real Life – We Will Debut mit. Zusammen veranstalteten sie später im Monat ein Konzert für die zweiten Teil des Projekts namens We Will Debut Chapter 2 – Special Party.
Im Juni 2018 gab RBW bekannt, dass MAS ein Re-Debüt unter dem Namen Onewe haben wird. Im September veröffentlichten sie zusammen mit Oneus die Pre-Debüt Single „Last Song“ und das dazugehörige Musikvideo. Am 23. Dezember gab Onewe ein Weihnachtskonzert namens „Studio We : Live #1“.

### 2019: Re-Debüt und Japan Debüt
Onewe re-debüte offiziell am 13. Mai 2019 mit der Veröffentlichung ihres ersten Singlealbums 1/4, mit dem Titelsong „Reminisce About All“.
Sie veröffentlichten am 7. Juni ihr erstes Album in Japan, es handelte sich um ein Singlealbum mit japanischen Versionen der Tracks von dem Album 1/4. Das Album erreichte die Liste der „Top 10 der meist verkauften Japanischen Single-Veröffentlichungen von koreanischen Künstlern“ Liste für die erste Hälfte 2019 von Tower Records Japan. Am 8. Juni veranstaltete Onewe ihr erstes Konzert in Japan, namens Prologue.
Am 30. Juni gaben sie das Konzert Studio We : Live #2 The Name of the Star I Live On.
Ihr zweites Singlealbum 2/4 wurde am 29. August, zusammen mit dem Titelsong „Regulus“ veröffentlicht. Am selben Tag gaben sie ihr Musikshow Debüt als Onewe bei M Countdown.
Darauf folgte am 13. Oktober ein Minikonzert, namens Studio We : Live #3„Fallin’ Good Day. Am 29. Dezember gab die Band ein weiteres Weihnachts-Minikonzert mit dem Namen: Studio We : Live #4“ My Own Band Room.

### 2020:ONEundMemory: Illusion
Am 2. April 2020 erschien das dritte Singlealbum der Band namens 3/4 mit dem Titeltrack „Q“, bei dem Hwasa als Feature mitwirkte. Das Lied erreichte Platz 12 der Billboard World Digital Song Sales Chart.
Onewe veröffentlichte ihr erstes komplettes Album, One, am 26. Mai. Es enthielt Tracks der vorherigen Veröffentlichungen mit drei neuen Songs, einschließlich des Titelsongs „End of Spring“.
Es folgte am 12. September ihr erstes on-tact live Konzert namens: O! NEW E!volution. Im selben Monat, am 24. September, veröffentlichte Onewe ihr erstes Demoalbum Studio We: Recording mit der Single „Parting“.
Vom 13. bis zum 15. November hielten sie ein online Minikonzert ab mit dem Namen: „Studio We : Live #5“ A Moment in Full Bloom Under Two Starlights. Am 11. Dezember veröffentlichte die Band ihr neues Singlealbum Memory: Illusion mit der Leadsingle „A Book In Memory“.

### 2021: Studio We: Live,Planet Nine: Alter EgoundStudio We: Recording #2
Am 23. und 24. Januar gab Onewe ein online Minikonzert mit dem Namen „Studio We : Live #6“ Onewe? or Onewe!. Darauf folgte ein Encore Konzert am 6. und 7. März in der Rolling Hall.
Am 16. Juni veröffentlichte die Band ihre erste EP Planet Nine: Alter Ego, mit der Leadsingle „Rain To Be“. Alle 5 Bandmitglieder partizipierten bei dem Schreiben der Liedtexte oder der Komposition, wobei Kanghyun den Titelsong schrieb und produzierte. Der B-Side Track „Aurora“ wurde von Musikkritikern besonders gelobt und belegte bei MTV's 21-beste-K-Pop-B-Sides-von-2021 Liste den ersten Platz.
Cya co-schrieb für die RBW K-Pop Girlgroup Purple Kiss den am 8. September veröffentlichten Titelsong „Zombie“, der auf ihrem Album Hide & Seek erschien.
Onewe veröffentlichte am 23. November die digitale Single „Star“, die als Leadsingle ihres zweiten Demoalbums, Studio We: Recording #2, am 7. Dezember auch auf CD erschien.
Am 21. Dezember erschien mit dem Song „Stay“ eine weitere Kollaboration zwischen Onewe und Labelmate Oneus.

### 2022:Planet Nine: Voyager,TimelessundStill here
Am 4. Januar veröffentlichte Onewe ihre zweite EP Planet Nine: Voyager mit der Leadsingle „Universe_“.
Es folgte am 20. Mai die Veröffentlichung des Spezial Albums Timeless inklusive der Single „Roommate“.
Am 12. Juli begann Yonghoon als erstes Mitglied der Gruppe seine Wehrpflicht. Darauf folgte die Einberufung von Kanghyun am 2. August.
Die Single Still here erschien am 4. Oktober.

## Mitglieder
| Name              | Geburtsname              | Geburtstag | Geburtsort | Position                              |
| ----------------- | ------------------------ | ---------- | ---------- | ------------------------------------- |
| Yonghoon (용훈)   | Jin Yong Hoon (진용훈)   | 17.08.1994 | Ulsan      | Leader, Sänger, Gitarrist, Keyboarder |
| Harin (하린)      | Ju Ha Rin (주하린)       | 29.03.1998 | Seoul      | Schlagzeuger                          |
| Kanghyun (강현)   | Kang Hyun Gu (강현구)    | 24.11.1998 | Hwaseong   | Gitarrist                             |
| Dongmyeong (동명) | Son Dong Myeong (손동명) | 10.01.2000 | Suwon      | Sänger, Keyboarder                    |
| Giuk (기욱)       | Lee Giuk (이기욱)        | 24.01.2000 | Suwon      | Rapper, Bassist                       |

## Diskografie

### Studioalben
| Jahr                 | Titel Musiklabel (Vertrieb)                      | Höchstplatzierung, Gesamtwochen, AuszeichnungChartsChartplatzierungen (Jahr, Titel, Musiklabel [Vertrieb], Platzierungen, Wochen, Auszeichnungen, Anmerkungen) | Anmerkungen                                              |
| Jahr                 | Titel Musiklabel (Vertrieb)                      | KR | Anmerkungen                                              |
| -------------------- | ------------------------------------------------ | --- | -------------------------------------------------------- |
| Südkoreanische Alben |                                                  | |                                                          |
|                      |                                                  | |                                                          |
| 2020                 | One RBW (Stone Music Entertainment)              | KR13 (4 Wo.)KR | Erstveröffentlichung: 26. Mai 2020 Verkäufe KR: + 14.223 |
| 2023                 | Gravity RBW (Stone Music Entertainment)          | KR21 (3 Wo.)KR | Erstveröffentlichung: 28. Januar 2023                    |
| 2025                 | We: Dream Chaser RBW (Stone Music Entertainment) | KR9 (… Wo.)KR | Erstveröffentlichung: 5. März 2025                       |

### EPs
| Jahr | Titel Musiklabel (Vertrieb)                            | Höchstplatzierung, Gesamtwochen, AuszeichnungChartsChartplatzierungen (Jahr, Titel, Musiklabel [Vertrieb], Platzierungen, Wochen, Auszeichnungen, Anmerkungen) | Anmerkungen                                                |
| Jahr | Titel Musiklabel (Vertrieb)                            | KR | Anmerkungen                                                |
| ---- | ------------------------------------------------------ | --- | ---------------------------------------------------------- |
| 2016 | Feeling Good Day Modern K                              | — | Erstveröffentlichung: 25. März 2016 als M.A.S 0094         |
| 2017 | Make Some Noise Modern K                               | — | Erstveröffentlichung: 6. Januar 2017 als M.A.S 0094        |
| 2021 | Planet Nine: Alter Ego RBW (Stone Music Entertainment) | KR12 (4 Wo.)KR | Erstveröffentlichung: 16. Juni 2021 Verkäufe KR: + 19.897  |
| 2022 | Planet Nine: Voyager RBW (Stone Music Entertainment)   | KR14 (6 Wo.)KR | Erstveröffentlichung: 4. Januar 2022 Verkäufe KR: + 22.128 |
| 2024 | Planet Nine: Isotropy RBW (Stone Music Entertainment)  | KR12 (9 Wo.)KR | Erstveröffentlichung: 17. April 2024                       |

### Single-Alben
| Jahr | Titel Musiklabel (Vertrieb)                                    | Höchstplatzierung, Gesamtwochen, AuszeichnungChartsChartplatzierungen (Jahr, Titel, Musiklabel [Vertrieb], Platzierungen, Wochen, Auszeichnungen, Anmerkungen) | Anmerkungen                                                   |
| Jahr | Titel Musiklabel (Vertrieb)                                    | KR | Anmerkungen                                                   |
| ---- | -------------------------------------------------------------- | --- | ------------------------------------------------------------- |
| 2019 | 1/4 RBW (Stone Music Entertainment)                            | — | Erstveröffentlichung: 13. Mai 2019                            |
| 2019 | 2/4 RBW (Stone Music Entertainment)                            | — | Erstveröffentlichung: 29. August 2019                         |
| 2020 | 3/4 RBW (Stone Music Entertainment)                            | — | Erstveröffentlichung: 2. April 2020                           |
| 2020 | Memory: Illusion RBW (Stone Music Entertainment)               | KR16 (3 Wo.)KR | Erstveröffentlichung: 11. Dezember 2020 Verkäufe KR: + 14.749 |
| 2022 | Timeless (시간을 담은 작은 방) RBW (Stone Music Entertainment) | KR14 (1 Wo.)KR | Erstveröffentlichung: 20. Mai 2022 Verkäufe KR: + 13.804      |
| 2023 | XOXO RBW (Stone Music Entertainment)                           | KR16 (3 Wo.)KR | Erstveröffentlichung: 29. August 2023                         |
| 2024 | Off Road RBW (Stone Music Entertainment)                       | — | Erstveröffentlichung: 4. September 2024                       |
| 2024 | Secret Santa RBW (Stone Music Entertainment)                   | KR9 (2 Wo.)KR | Erstveröffentlichung: 23. Dezember 2024                       |

### Demos
| Jahr | Titel Musiklabel (Vertrieb)                             | Höchstplatzierung, Gesamtwochen, AuszeichnungChartsChartplatzierungen (Jahr, Titel, Musiklabel [Vertrieb], Platzierungen, Wochen, Auszeichnungen, Anmerkungen) | Anmerkungen                                                   |
| Jahr | Titel Musiklabel (Vertrieb)                             | KR | Anmerkungen                                                   |
| ---- | ------------------------------------------------------- | --- | ------------------------------------------------------------- |
| 2020 | Studio We: Recording RBW (Stone Music Entertainment)    | KR15 (3 Wo.)KR | Erstveröffentlichung: 24. September 2020 Verkäufe KR: + 7.886 |
| 2021 | Studio We: Recording #2 RBW (Stone Music Entertainment) | KR17 (3 Wo.)KR | Erstveröffentlichung: 7. Dezember 2021 Verkäufe KR: + 11.442  |
| 2022 | Studio We: Recording #3 RBW (Stone Music Entertainment) | KR30 (2 Wo.)KR | Erstveröffentlichung: 18. Oktober 2022                        |

### Singles als Leadmusiker
| Jahr | Titel Album                                             | Höchstplatzierung, Gesamtwochen, AuszeichnungChartplatzierungen (Jahr, Titel, Album, Platzierungen, Wochen, Auszeichnungen, Anmerkungen) | Höchstplatzierung, Gesamtwochen, AuszeichnungChartplatzierungen (Jahr, Titel, Album, Platzierungen, Wochen, Auszeichnungen, Anmerkungen) | Anmerkungen                                                     |
| Jahr | Titel Album                                             | KR | JP | Anmerkungen                                                     |
| ---- | ------------------------------------------------------- | --- | --- | --------------------------------------------------------------- |
| 2019 | Reminisce About All 1/4                                 | — | JP38 (1 Wo.)JP | Erstveröffentlichung: 13. Mai 2019 Verkäufe JP: 1.844 (Phy.)    |
| 2019 | Regulus 2/4                                             | — | — | Erstveröffentlichung: 29. August 2019 Verkäufe JP: 1.581 (Phy.) |
| 2020 | Q (모르겠다고) 3/4                                      | — | — | Erstveröffentlichung: 2. April 2020 feat. Hwasa                 |
| 2020 | End of Spring (나위 계절 봄은 끝났다) One               | — | — | Erstveröffentlichung: 26. Mai 2020                              |
| 2020 | Parting (소행성) Studio We: Recording                   | — | — | Erstveröffentlichung: 24. September 2020                        |
| 2020 | A Book in Memory (기억 속 한 권의 책) Memory: Illusion  | — | — | Erstveröffentlichung: 11. Dezember 2020                         |
| 2021 | Rain to Be (비를 몰고 오는 소년) Planet Nine: Alter Ego | — | — | Erstveröffentlichung: 16. Juni 2021                             |
| 2021 | Star (별) Studio We: Recording #2                       | — | — | Erstveröffentlichung: 23. November 2021                         |
| 2022 | Universe_ (너의 우주는) Planet Nine: Voyager            | — | — | Erstveröffentlichung: 4. Januar 2022                            |
| 2022 | Roommate (룸메이트) Timeless                            | — | — | Erstveröffentlichung: 20. Mai 2022                              |
| 2022 | Still Here (기어이 또) Studio We: Recording #3          | — | — | Erstveröffentlichung: 4. Oktober 2022                           |
| 2023 | Gravity                                                 | — | — | Erstveröffentlichung: 2023                                      |
| 2023 | Salty Boy XOXO                                          | — | — | Erstveröffentlichung: 2023                                      |
| 2023 | Omnipresent (동서남북) XOXO                             | — | — | Erstveröffentlichung: 2023                                      |
| 2024 | Beautiful Ashes (추억의 소각장) Planet Nine: Isotropy   | — | — | Erstveröffentlichung: 2024                                      |
| 2024 | Off Road                                                | — | — | Erstveröffentlichung: 2024                                      |
| 2024 | Secret Santa Planet Nine: Isotropy                      | — | — | Erstveröffentlichung: 2024                                      |
| 2025 | The Starry Night (별 헤는 밤) We: Dream Chaser          | — | — | Erstveröffentlichung: 2025                                      |

### Zusammenarbeiten
| Jahr | Titel Album | Höchstplatzierung, Gesamtwochen, AuszeichnungChartsChartplatzierungen (Jahr, Titel, Album, Platzierungen, Wochen, Auszeichnungen, Anmerkungen) | Anmerkungen                                        |
| Jahr | Titel Album | KR | Anmerkungen                                        |
| ---- | ----------- | --- | -------------------------------------------------- |
| 2018 | Last Song – | — | Erstveröffentlichung: 27. September 2018 mit Oneus |
| 2021 | Stay –      | — | Erstveröffentlichung: 21. Dezember 2021 mit Oneus  |

### Beiträge für Soundtracks
| Jahr | Titel Album                              | Höchstplatzierung, Gesamtwochen, AuszeichnungChartsChartplatzierungen (Jahr, Titel, Album, Platzierungen, Wochen, Auszeichnungen, Anmerkungen) | Anmerkungen            |
| Jahr | Titel Album                              | KR | Anmerkungen            |
| ---- | ---------------------------------------- | --- | ---------------------- |
| 2020 | About Her (그녀는 대체) Was It Love? OST | — | Was It Love? (TV-Show) |

### Weitere Lieder
| Jahr | Titel Album                               | Höchstplatzierung, Gesamtwochen, AuszeichnungChartsChartplatzierungen (Jahr, Titel, Album, Platzierungen, Wochen, Auszeichnungen, Anmerkungen) | Anmerkungen                                        |
| Jahr | Titel Album                               | KR | Anmerkungen                                        |
| ---- | ----------------------------------------- | --- | -------------------------------------------------- |
| 2015 | Butterfly, Find a Flower Feeling Good Day | — | Erstveröffentlichung: 13. August 2015 als MAS 0094 |
| 2016 | Feeling Good Feeling Good Day             | — | Erstveröffentlichung: 25. März 2016 als MAS 0094   |
| 2016 | Starlight Make Some Noise                 | — | als MAS 0094                                       |
| 2017 | Make Some Noise                           | — | Erstveröffentlichung: 6. Januar 2017 als MAS 0094  |